# Saumur (épave)
Pour les articles homonymes, voir Saumur (homonymie).
Le Saumur est l'épave d'un cargo français naviguant sous pavillon allemand, coulé en 1944 au large de Port-Vendres.

## Histoire
Le Saumur est construit en 1920 à Alloa en Écosse pour la Forth Shipbuilding & Engineering Company.
C'est un cargo vraquier qui navigue d'abord comme navire charbonnier pour la Compagnie du chemin de fer de Paris à Orléans, géré par la Société Maritime Auxiliaire de Transport, de Nantes. Quand la compagnie met sa flotte en adjudication en 1929, la compagnie Delmas-Vieljeux la rachète et affecte le Saumur aux lignes coloniales.
Réquisitionné par les autorités maritimes en 1940, il participe à la campagne de Norvège. Après cela, il effectue cinq voyages depuis l’Afrique pour le ravitaillement de la zone libre.
Le Saumur est immobilisé à Marseille puis à Port-de-Bouc de juillet 1941 à décembre 1942.
Le 21 décembre 1942, à la suite de l’accord Laval-Kaufmann, il fait partie des navires de la marine marchande française réquisitionnée par les Allemands. Transféré aux Italiens, il est renommé Tolentino ou Valentino,, suivant les sources.

## Naufrage
Le 21 mai 1944, alors qu’il arrive en vue de Port-Vendres chargé de minerai de fer, le Saumur est torpillé et coulé par le HMS Upstart, sous-marin de la Royal Navy.

## Plongée
- Profondeur mini : 35 m (en haut du château)
- Profondeur maxi : 48 m (au pied de l'étrave)

L’épave repose droit sur sa quille. Malgré les impacts des deux torpilles à la poupe et à l’avant du château, le navire a coulé en un seul morceau. La seconde cale avant s’est écroulée, mais la première cale ainsi que le gaillard d’avant sont relativement bien conservés. Sur ce dernier subsiste l’une des deux mitrailleuses d’origine. Elle tourne encore sur sa tourelle et c’est l’emblème de cette épave. Avec l’Alice Robert et l’Astrée, le Saumur est l'une des épaves les plus plongées de la Côte Vermeille.
Le château, partie centrale du navire, est très dégradé. La cuisine avec ses fourneaux est la seule pièce encore en bon état. À côté sur tribord, la baignoire, un lavabo et un petit radiateur rappellent l’existence d’une salle de bain au carrelage à damier noir et blanc. La troisième cale est bien conservée. À son extrémité, les bases du mât et des aérateurs forment une structure en trident comparable à celle se situant entre les deux cales à l’avant. Une grosse hélice de secours est posée à côté des treuils. La poupe est vrillée sur tribord et les deux mitrailleuses qu’elle portait sont tombées.
La faune habituelle est constituée de congres logeant souvent entre les engrenages des treuils à côté de petites rascasses. Il est fréquent d’observer des nudibranches comme les flabellines mauves sur le château. À partir du printemps, il est possible de croiser un poisson lune de passage.
Les conditions de plongée sont parfois rendues difficiles par le courant et la faible visibilité.
Dans son livre La mer sauvage, Frédéric Dumas affirme que l’épave était à l’époque couverte de langoustes.

## Galerie

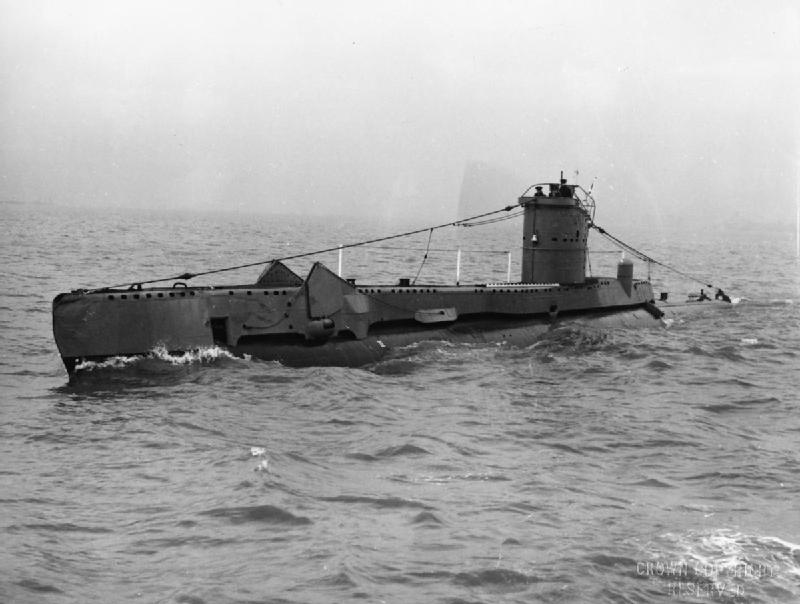
HMS Upstart
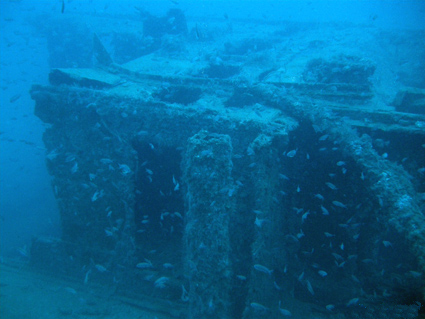
Le château côté bâbord
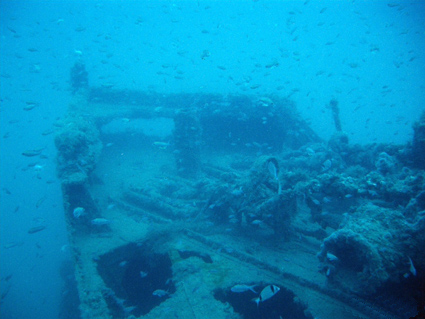
La proue du Saumur
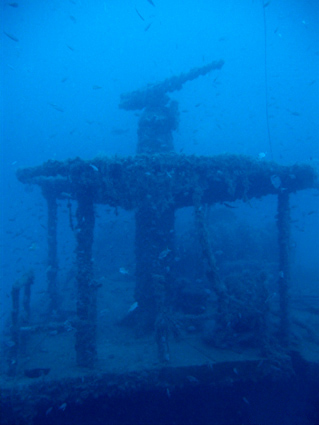
La tourelle avec sa mitrailleuse
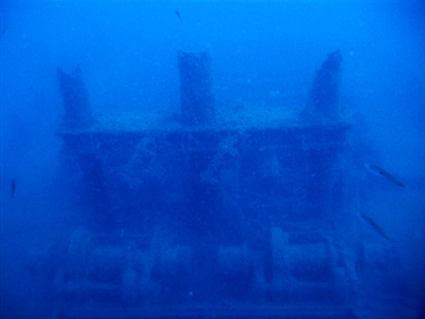
La mitrailleuse de proue sur sa tourelle
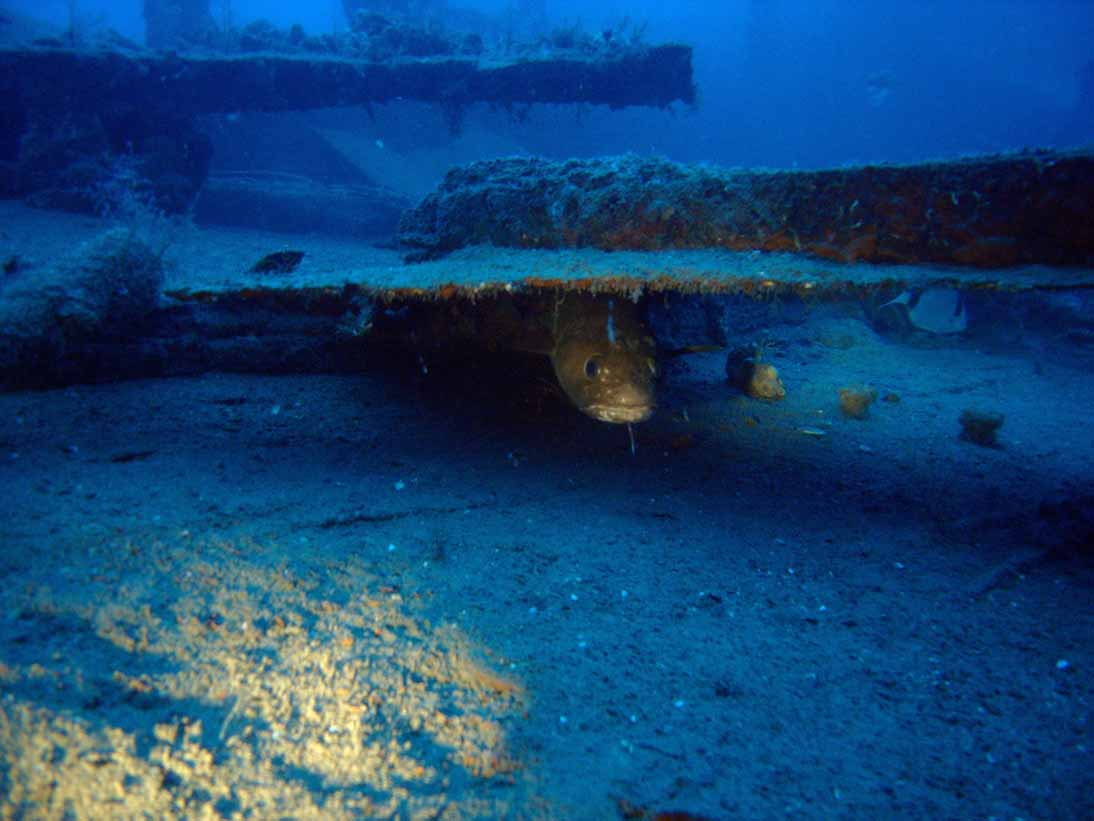
Mostelle sur l'épave du Saumur
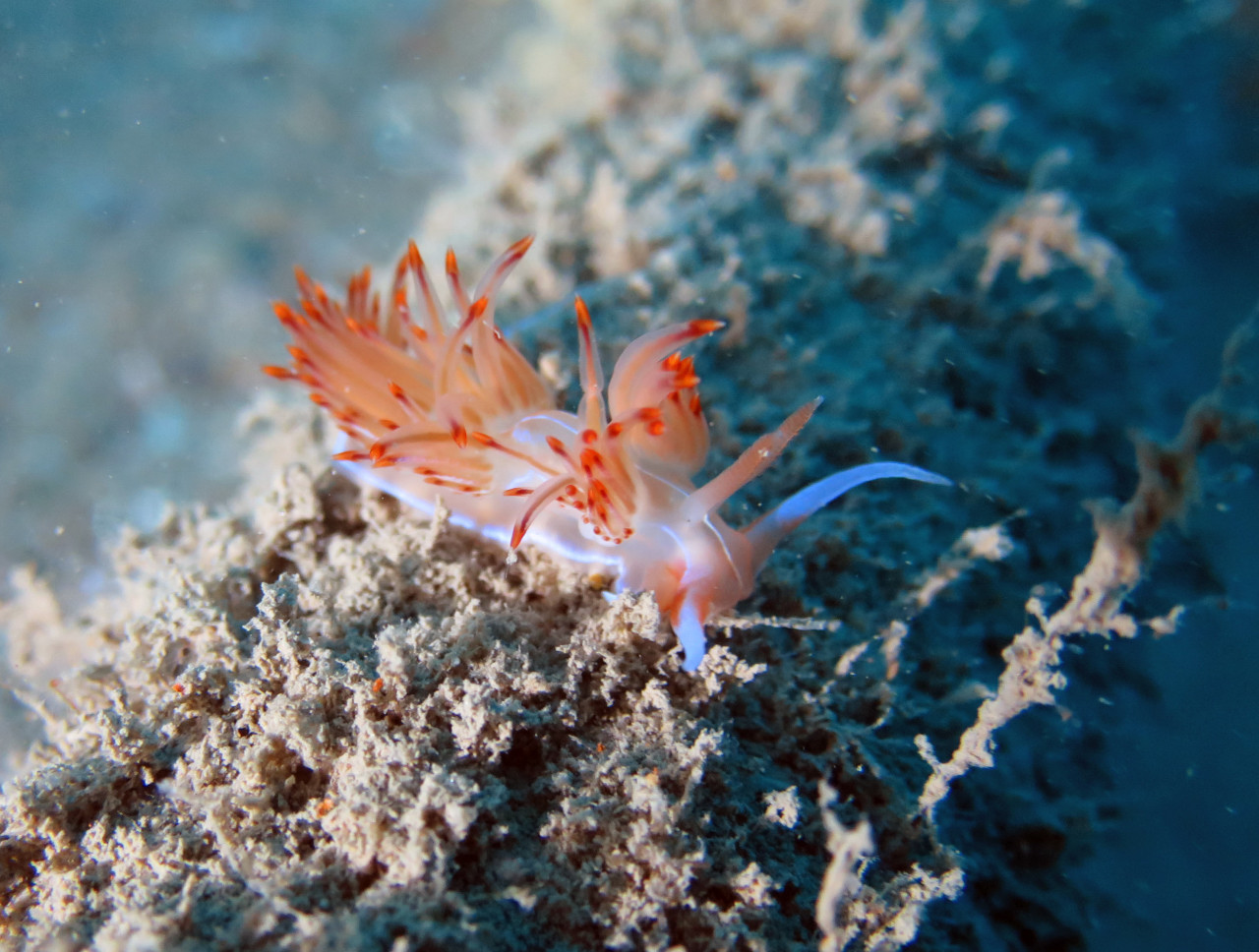
Godive orange Dondice banyulensis

## Sources
- Les Épaves de la Côte Vermeille, Histoire et exploration par Hervé Levano  (ISBN 2-9513339-0-0)
- Le Sommeil des Epaves, Patrice Strazzera 1998  (ISBN 2-9512389-0-8)
- Le Sommeil des Epaves - Les Souvenirs, Patrice Strazzera 2000  (ISBN 2-9512389-1-6)
- Les Naufrages en Languedoc-Roussillon, vol13, J. P. Joncheray, 1985
- Port-Vendres : Camp retranché allemand sur la Méditerranée, La Wehrmacht à Port-Vendres, du 12 novembre 1942 au 19 août 1944, par Christian Xancho, Éditions Mare nostrum 2004  (ISBN 978-290847 6361)
- 100 belles plongées en Languedoc Roussillon, par Eric Dutrieux, Sébastien Thorin et Jean-Yves Jouvenel, éditions GAP, 2005  (ISBN 978-274170 3082)
- Marine marchande française 1939-1945, par Jean-Yves Brouard, Guy Mercier et Marc Saibène, éditions JYB-Aventures, 2009  (ISBN 978-2-9525559-5-1)
- La flotte SNCF et les cars-ferries français, par Gilles Barnichon et Stéphane Zunquin, éditions Maîtres du Vent  (ISBN 978-2352610120)
- Plongée Magazine no 71 avril-mai 2015 : fiche épave sur le Saumur par Laurent Urios  (ISSN 1261-2405)
- Fortunes de mer et épaves dans le Parc naturel marin du golfe du Lion, 1850-2018, par Laurent Urios, Hervé Levano et Patrice Strazzera 2018  (ISBN 978-2-9513-3391-8)
- (en) « HMS Upstart (P 65) », uboat.net
- Vidéo de plongée sur le Saumur", par Bleu Vidéo, août 2010